# 卢伊萨戈
卢伊萨戈（義大利語：Luisago），是意大利科莫省的一个市镇。总面积2平方公里，人口2676人，人口密度1338.0人/平方公里（2009年）。ISTAT代码为013135。